# 主体思想塔
主體思想塔（朝鲜语：／）位於朝鮮平壤直轄市中心大同江畔，金日成廣場的對面，是為祝賀建國領導人金日成七十歲壽辰而建，於1982年竣工。

## 简介
主體思想塔由塔基、塔身和塔頂火炬組成，總高度達170米（塔身高150米，火炬高20米），为了强调反美主义，建成后该塔的高度恰好比华盛顿纪念塔（555英尺，合约169米）高一米。塔身由25550塊白色的花崗岩砌成，象徵金日成在世七十年的總天數（365 x 70）。塔身前後各18節，左右各17節，合計70節，意在紀念金日成七十歲壽辰。塔身上半部前後各用朝鮮文嵌有“主體”（주체）兩個大字。塔頂火炬高20米，下有有一直徑8米的托盤，重46噸，晚上火炬可以點亮，且不受平壤因电力短缺而频发的停电影响。
塔正面立有工人、農民和知識分子三人塑像，高舉由鎚子（工人階級）、鐮刀（農民）和毛筆（知識分子）組成的朝鮮勞動黨黨徽作前進狀，重33噸，高30米。
塔中建有電梯，可以登上150米高的塔頂，俯瞰首都全景。
平壤民俗公园内有主体思想塔的微缩复制品。
北韓的友邦代表團，譬如俄羅斯代表團在造訪平壤市時，亦會參觀主體思想塔。

## 軼聞
根據朝鮮中央通訊社的報導，主體思想塔原先的設計高度爲70米，是在金正日的要求下建立150米高的塔身與20米高的火炬。關於金正日要求提高主體思想塔建築高度的原因，朝鮮中央通訊社稱是因爲金正日希望主體思想塔在平壤市的每個角落都能看到。

## 鄰近建築
- 人民大學習堂
- 金日成廣場

## 參看
- 主體思想